# Történelemfilozófia
A klasszikus történelemfilozófia vagy történetfilozófia Karl Löwith meghatározása szerint „a történelem olyan szisztematikus értelmezését jelöli, amelynek princípiuma összefüggést teremt a történeti események és következmények között, és egy végső értelemre vonatkoztatja őket”. 
A történészek és szociológusok egy része lemond a történelem filozófiai általánosításáról, szükségtelennek tartja e fogalom alkalmazását, mivel a történelmet a véletlenek kaotikus váltakozásának tekintik és elvetik az okság, a törvényszerűség és a haladás fogalmának alkalmazhatóságát.

## Tartalma
Fő kérdése tehát így foglalható össze: „mi értelme van a történelemnek, hol az a rendező elv, amelynek segítségével felmutatható ez az értelem?” 

## Története
A végre és értelemre irányuló történetfilozófiai koncepció gyökereit – módosított formában – az Héber Biblia könyveiben is megtaláljuk. (Fontos azonban megjegyezni, hogy a történeti könyvek „történelemfelfogása” – amennyiben beszélhetünk ebben az összefüggésben történelemfelfogásról – nem egyezik meg teljes egészében például a prófétai könyvek idő- és történelemértelmezésével.) 
Az Újszövetség beteljesültnek tekintette az Isten által kormányzott történelmet vagy történetet, és kevés jelentőséget tulajdonított a világi eseményeknek. 
A középkori gondolkodók szintén az isteni tervvel összefonódott emberi eseményeket tekintették csak figyelemreméltónak. (Történelemteológiai szempontból jelentősebb szerzők közé tartozik Joachim, Hippói Szent Ágoston és Orosius.)
A „történelem filozófiája” kifejezést Voltaire használta először, és a felvilágosodás programját követve, szekularizált formában, az isteni gondviselésre nem hivatkozva írta meg a világtörténelmet. Istenbe és a keresztre feszítettbe vetett hit elvesztésével a felvilágosult történetfilozófia központi problémája lett a teodicea kérdése. Az emberi észbe és haladásba vetett hitre változtatott keresztény eszkatológiai gondolat a francia felvilágosodás képviselői mellett (mint például Voltaire, Condorcet vagy Rousseau) a német idealizmus legfontosabb szerzőinek (Kant, Hegel, Schelling) is központi témájává vált.
A marxizmus történetfilozófiája a történelmi materializmus.
A ciklikusan fejlődő (emelkedő és hanyatló) történelem képét – bizonyos antik illetve Ibn Khaldúntól származó előzmények után – a 20. században Oswald Spengler vázolta fel A Nyugat alkonya című munkájában. Spengler nyomán Arnold J. Toynbee is jelentős történelemfilozófiai megállapításokra jutott, tovább árnyalva a ciklusos történelemképet. Velük és a történelem haladását valló gondolkodókkal szemben Julius Evola az emberiség, a kultúra és a társadalom involúciós (degenerálódó) folyamatát vélte felismerni.
A 20. század végén Francis Fukuyama A történelem vége című munkájában úgy vélte, az emberiség a globalizálódott világgal, és a kommunista és a kapitalista világrend nagy szembenállásának megszűntével eljutott történelmének végére. Samuel Huntington azonban a történelem lehetséges folytatásának a kultúrák közti háborúk kialakulását látta (A civilizációk összecsapása és a világrend átalakulása).
A történelemfilozófiai irodalomban új kezdeményezésnek számít Szmodis Jenő törekvése (Kultúra és sors), amellyel összhangba igyekszik hozni a spengleri történelemképet azzal a régebbi felismeréssel, hogy a keleti társadalmak és kultúrák (India, Kína, valamelyest az iszlám világ és Japán) viszonylagos állandóságot, de legalábbis lassúbb változást mutatnak, mint a nyugatabbiak (mezopotámiai, görögi, római, nyugati kultúrkör). Szmodis megkülönbözteti egymástól az úgynevezett duális princípiumú, ciklusosan fejlődő kultúrákat másfelől az úgynevezett monisztikus, stagnáló kultúrákat.
A történelemfilozófia további alakulását azonban alighanem maga a Nyugat jövője határozza meg, hiszen néhány – bár jelentős – kivételtől eltekintve ez a gondolkodási forma jellegzetesen a Nyugathoz mint sajátos kulturális entitáshoz kötődik.